# Världsmästerskapet i strandfotboll 2017
Världsmästerskapet i strandfotboll 2017 var den nionde upplagan av Världsmästerskapet i strandfotboll med Fifa som arrangör. Turneringen spelades i Bahamas 27 april-7 maj 2017. Turneringen vanns av Brasilien som tog sin 14:e titel.

## Kvalspel

### Kvalificerad nationer
- Bahamas (värdnation)
- Brasilien
- Ecuador
- Förenade arabemiraten
- Iran
- Italien
- Japan
- Mexiko
- Nigeria
- Panama
- Paraguay
- Polen
- Portugal
- Schweiz
- Senegal
- Tahiti

## Gruppspel

### Grupp A
| Nr | Lag     | S | V | V+ | VS | F | GM | IM | MS  | P |
| -- | ------- | - | - | -- | -- | - | -- | -- | --- | - |
| 1  | Schweiz | 3 | 2 | 0  | 1  | 0 | 18 | 13 | +5  | 7 |
| 2  | Senegal | 3 | 2 | 0  | 0  | 1 | 25 | 7  | +18 | 6 |
| 3  | Bahamas | 3 | 1 | 0  | 0  | 2 | 7  | 14 | −7  | 3 |
| 4  | Ecuador | 3 | 0 | 0  | 0  | 3 | 6  | 22 | −16 | 0 |

|             | 27 april 2017 | Ecuador | 0 – 9   | Senegal | Nassau Stadium                                                       |                                                                      |
| 17:00 UTC−4 | 17:00 UTC−4   |         | Rapport | 5:44′, 16:35′ Mamour Diagne 6:47′, 8:23′, 20:53′ Hamidou Barry 14:47′, 33:46′ Papa Ndoye 24:00′ Lansana Diassy 24:43′ Ibrahima Balde | Nassau Publik: 650 Domare: Ebrahim Almansory (Förenade arabemiraten) | Nassau Publik: 650 Domare: Ebrahim Almansory (Förenade arabemiraten) |
| 17:00 UTC−4 | 17:00 UTC−4   |         |         | | Nassau Publik: 650 Domare: Ebrahim Almansory (Förenade arabemiraten) | Nassau Publik: 650 Domare: Ebrahim Almansory (Förenade arabemiraten) |
| 17:00 UTC−4 | 17:00 UTC−4   |         |         | | Nassau Publik: 650 Domare: Ebrahim Almansory (Förenade arabemiraten) | Nassau Publik: 650 Domare: Ebrahim Almansory (Förenade arabemiraten) |

|             | 27 april 2017 | Bahamas                                    | 2 – 3   | Schweiz                                   | Nassau Stadium                                        |                                                       |
| 20:00 UTC−4 | 20:00 UTC−4   | Lesly St Fleur 0:21′ Gavin Christie 30:17′ | Rapport | 5:07′ Noel Ott 12:47′, 26:23′ Glenn Hodel | Nassau Publik: 3 300 Domare: Issam Bousbih (Tunisien) | Nassau Publik: 3 300 Domare: Issam Bousbih (Tunisien) |
| 20:00 UTC−4 | 20:00 UTC−4   |                                            |         |                                           | Nassau Publik: 3 300 Domare: Issam Bousbih (Tunisien) | Nassau Publik: 3 300 Domare: Issam Bousbih (Tunisien) |
| 20:00 UTC−4 | 20:00 UTC−4   |                                            |         |                                           | Nassau Publik: 3 300 Domare: Issam Bousbih (Tunisien) | Nassau Publik: 3 300 Domare: Issam Bousbih (Tunisien) |

|             | 29 april 2017 | Schweiz | 9 – 5   | Ecuador                                                                                          | Nassau Stadium                                                      |                                                                     |
| 17:00 UTC−4 | 17:00 UTC−4   | Mo Jaeggy 6:26′ Dejan Stankovic 7:47′, 14:19′, 32:18′ Noel Ott 9:10′, 9:40′, 17:59′, 22:05′ Nicola Weder 9:56′ | Rapport | 14:32′ Jorge Bailon 15:37′, 21:35′ Daniel Cedeno 20:08′ Joffre Delgado 22:44′ Cristhian Gallegos | Nassau Publik: 1 700 Domare: Juan Angeles (Dominikanska republiken) | Nassau Publik: 1 700 Domare: Juan Angeles (Dominikanska republiken) |
| 17:00 UTC−4 | 17:00 UTC−4   | |         |                                                                                                  | Nassau Publik: 1 700 Domare: Juan Angeles (Dominikanska republiken) | Nassau Publik: 1 700 Domare: Juan Angeles (Dominikanska republiken) |
| 17:00 UTC−4 | 17:00 UTC−4   | |         |                                                                                                  | Nassau Publik: 1 700 Domare: Juan Angeles (Dominikanska republiken) | Nassau Publik: 1 700 Domare: Juan Angeles (Dominikanska republiken) |

|             | 29 april 2017 | Senegal | 10 – 10 | Bahamas                      | Nassau Stadium                                     |                                                    |
| 20:00 UTC−4 | 20:00 UTC−4   | Mamadou Sylla 0:50′ Ibrahima Balde 1:56′, 2:35′, 20:52′ Mamour Diagne 4:39′ Lasana Diassy 7:59′ Papa Ndoye 25:56′, 29:42′ Hamad Diouf 33:32′, 33:58′ | Rapport | 16:44′ (str.) Gavin Christie | Nassau Publik: 3 500 Domare: Yuichi Hatano (Japan) | Nassau Publik: 3 500 Domare: Yuichi Hatano (Japan) |
| 20:00 UTC−4 | 20:00 UTC−4   | |         |                              | Nassau Publik: 3 500 Domare: Yuichi Hatano (Japan) | Nassau Publik: 3 500 Domare: Yuichi Hatano (Japan) |
| 20:00 UTC−4 | 20:00 UTC−4   | |         |                              | Nassau Publik: 3 500 Domare: Yuichi Hatano (Japan) | Nassau Publik: 3 500 Domare: Yuichi Hatano (Japan) |

|             | 1 maj 2017  | Schweiz | 0000 6 – 6 (e.fl.)         | Senegal                                                                                                   | Nassau Stadium                                     |                                                    |
| 17:00 UTC−4 | 17:00 UTC−4 | Glenn Hodel 3:59′ Dejan Stankovic 22:35′ (str.), 23:41′, 30:35′ Nicola Weder 27:14′ Sandro Spaccarotella 38:41′ | Rapport                    | 1:42′ Babacar Fall 12:31′ Ibrahima Balde 17:27′, 31:14′ Mamour Diagne 24:!6′ Papa Ndoye 37:47′ Papa Ndour | Nassau Publik: 1 500 Domare: Micke Palomino (Peru) | Nassau Publik: 1 500 Domare: Micke Palomino (Peru) |
| 17:00 UTC−4 | 17:00 UTC−4 | |                            | | Nassau Publik: 1 500 Domare: Micke Palomino (Peru) | Nassau Publik: 1 500 Domare: Micke Palomino (Peru) |
| 17:00 UTC−4 | 17:00 UTC−4 | Mo Jaeggy Dejan Stankovic Glenn Hodel                                                                           | Straffsparksläggning 3 − 1 | Mamour Diagne Hamidou Barry                                                                               | Nassau Publik: 1 500 Domare: Micke Palomino (Peru) | Nassau Publik: 1 500 Domare: Micke Palomino (Peru) |

|             | 1 maj 2017  | Bahamas                                                                 | 4 – 1   | Ecuador                | Nassau Stadium                                        |                                                       |
| 20:00 UTC−4 | 20:00 UTC−4 | Jean Francois 18:13′, 32:49′ Lesly St Fleur 21:44′ Kyle Williams 33:14′ | Rapport | 28:38′ Segundo Moreira | Nassau Publik: 3 400 Domare: Hugo Pado (Salomonöarna) | Nassau Publik: 3 400 Domare: Hugo Pado (Salomonöarna) |
| 20:00 UTC−4 | 20:00 UTC−4 |                                                                         |         |                        | Nassau Publik: 3 400 Domare: Hugo Pado (Salomonöarna) | Nassau Publik: 3 400 Domare: Hugo Pado (Salomonöarna) |
| 20:00 UTC−4 | 20:00 UTC−4 |                                                                         |         |                        | Nassau Publik: 3 400 Domare: Hugo Pado (Salomonöarna) | Nassau Publik: 3 400 Domare: Hugo Pado (Salomonöarna) |

### Grupp B
| Nr | Lag     | S | V | V+ | VS | F | GM | IM | MS  | P |
| -- | ------- | - | - | -- | -- | - | -- | -- | --- | - |
| 1  | Italien | 3 | 3 | 0  | 0  | 0 | 25 | 11 | +14 | 9 |
| 2  | Iran    | 3 | 1 | 0  | 1  | 1 | 11 | 11 | 0   | 4 |
| 3  | Nigeria | 3 | 0 | 1  | 0  | 2 | 15 | 20 | −5  | 2 |
| 4  | Mexiko  | 3 | 0 | 0  | 0  | 3 | 7  | 16 | −9  | 0 |

|             | 27 april 2017 | Iran                                                                 | 3 – 2   | Mexiko                                       | Nassau Stadium                                      |                                                     |
| 15:30 UTC−4 | 15:30 UTC−4   | Peyman Hosseini 19:07′ Amir Akbari 28:06′ Mohammad Ahmadzadeh 30:19′ | Rapport | 20:56′ Benjamin Mosco 24:21′ Ramon Maldonado | Nassau Publik: 400 Domare: Łukasz Ostrowski (Polen) | Nassau Publik: 400 Domare: Łukasz Ostrowski (Polen) |
| 15:30 UTC−4 | 15:30 UTC−4   |                                                                      |         |                                              | Nassau Publik: 400 Domare: Łukasz Ostrowski (Polen) | Nassau Publik: 400 Domare: Łukasz Ostrowski (Polen) |
| 15:30 UTC−4 | 15:30 UTC−4   |                                                                      |         |                                              | Nassau Publik: 400 Domare: Łukasz Ostrowski (Polen) | Nassau Publik: 400 Domare: Łukasz Ostrowski (Polen) |

|             | 27 april 2017 | Nigeria                                                                                        | 06 – 12 | Italien | Nassau Stadium                                        |                                                       |
| 18:30 UTC−4 | 18:30 UTC−4   | Azeez Abu 1:09′, 27:04′, 34:34′ Godspower Igudia 5:46′ Victor Tale 21:21′ Emeka Ogbonna 22:53′ | Rapport | 1:50′, 30:02′, 30:13′ Paolo Palmacci 8:20′ Emmanuele Zurlo 18:56′, 20:09′, 22:44′, 28:09′, 28:45′, 31:46′ Gabriele Gori 22:58′ Michele Di Palma 34:35′ Alfioluca Chiavaro | Nassau Publik: 1 600 Domare: Miguel Lopez (Guatemala) | Nassau Publik: 1 600 Domare: Miguel Lopez (Guatemala) |
| 18:30 UTC−4 | 18:30 UTC−4   |                                                                                                |         | | Nassau Publik: 1 600 Domare: Miguel Lopez (Guatemala) | Nassau Publik: 1 600 Domare: Miguel Lopez (Guatemala) |
| 18:30 UTC−4 | 18:30 UTC−4   |                                                                                                |         | | Nassau Publik: 1 600 Domare: Miguel Lopez (Guatemala) | Nassau Publik: 1 600 Domare: Miguel Lopez (Guatemala) |

|             | 29 april 2017 | Mexiko                                                                                        | 0000 4 – 5 (e.fl.) | Nigeria                                                                                  | Nassau Stadium                                                     |                                                                    |
| 18:30 UTC−4 | 18:30 UTC−4   | Abdiel Villa 7:29′ Angel Rodriguez 14:22′ Ramon Maldonado 15:32′ (str.) Benjamin Mosco 38:31′ | Rapport            | 14:23′ Emeka Ogbonna 19:56′, 38:59′ Azeez Abu 34:14′ Victor Tale 36:23′ Godspower Igudia | Nassau Publik: 2 600 Domare: Sergio Filipe Gomes Soares (Portugal) | Nassau Publik: 2 600 Domare: Sergio Filipe Gomes Soares (Portugal) |
| 18:30 UTC−4 | 18:30 UTC−4   |                                                                                               |                    |                                                                                          | Nassau Publik: 2 600 Domare: Sergio Filipe Gomes Soares (Portugal) | Nassau Publik: 2 600 Domare: Sergio Filipe Gomes Soares (Portugal) |
| 18:30 UTC−4 | 18:30 UTC−4   |                                                                                               |                    |                                                                                          | Nassau Publik: 2 600 Domare: Sergio Filipe Gomes Soares (Portugal) | Nassau Publik: 2 600 Domare: Sergio Filipe Gomes Soares (Portugal) |

|             | 1 maj 2017  | Nigeria                                                                                                 | 0000 4 – 4 (e.fl.)         | Iran                                                               | Nassau Stadium                                              |                                                             |
| 18:30 UTC−4 | 18:30 UTC−4 | Victor Tale 14:45′ (str.) Emmanuel Ohwoferia 18:54′ Godspower Igudia 21:07′ Bartholomew Ibenegbu 32:20′ | Rapport                    | 7:53′, 20:05′ Mohammad Ahmadzadeh 15:30′, 32:47′ Mohammad Mokhtari | Nassau Publik: 1 900 Domare: Laurynas Arzuolaitis (Litauen) | Nassau Publik: 1 900 Domare: Laurynas Arzuolaitis (Litauen) |
| 18:30 UTC−4 | 18:30 UTC−4 | |                            |                                                                    | Nassau Publik: 1 900 Domare: Laurynas Arzuolaitis (Litauen) | Nassau Publik: 1 900 Domare: Laurynas Arzuolaitis (Litauen) |
| 18:30 UTC−4 | 18:30 UTC−4 | Victor Tale Bartholomew Ibenegbu Ogodo                                                                  | Straffsparksläggning 1 – 2 | Amir Akbari F Boulokbashi Ali Nazem                                | Nassau Publik: 1 900 Domare: Laurynas Arzuolaitis (Litauen) | Nassau Publik: 1 900 Domare: Laurynas Arzuolaitis (Litauen) |

### Grupp C
| Nr | Lag                   | S | V | V+ | VS | F | GM | IM | MS  | P |
| -- | --------------------- | - | - | -- | -- | - | -- | -- | --- | - |
| 1  | Paraguay              | 3 | 2 | 0  | 0  | 1 | 12 | 6  | +6  | 6 |
| 2  | Portugal              | 3 | 1 | 1  | 0  | 1 | 12 | 6  | +6  | 5 |
| 3  | Förenade arabemiraten | 3 | 1 | 0  | 1  | 1 | 6  | 6  | 0   | 4 |
| 4  | Panama                | 3 | 0 | 0  | 0  | 3 | 4  | 14 | −10 | 0 |

|             | 28 april 2017 | Portugal                                                                                     | 7 – 0   | Panama | Nassau Stadium                                         |                                                        |
| 17:00 UTC−4 | 17:00 UTC−4   | Torres 2:50′ Leo Martins 4:06′, 27:59′ Coimbra 5:18′ Ze Maria 12:14′, 31:50′ Belchior 30:54′ | Rapport |        | Nassau Publik: 700 Domare: Jelili Ogunmuyiwa (Nigeria) | Nassau Publik: 700 Domare: Jelili Ogunmuyiwa (Nigeria) |
| 17:00 UTC−4 | 17:00 UTC−4   |                                                                                              |         |        | Nassau Publik: 700 Domare: Jelili Ogunmuyiwa (Nigeria) | Nassau Publik: 700 Domare: Jelili Ogunmuyiwa (Nigeria) |
| 17:00 UTC−4 | 17:00 UTC−4   |                                                                                              |         |        | Nassau Publik: 700 Domare: Jelili Ogunmuyiwa (Nigeria) | Nassau Publik: 700 Domare: Jelili Ogunmuyiwa (Nigeria) |

|             | 28 april 2017 | Förenade arabemiraten                             | 3 – 2   | Paraguay                      | Nassau Stadium                                       |                                                      |
| 20:00 UTC−4 | 20:00 UTC−4   | Haitham Mohamed 4:45′, 11:20′ Waleed Beshr 24:33′ | Rapport | 8:51′, 28:54′ Carlos Carballo | Nassau Publik: 1 900 Domare: Ago Kaertmann (Estland) | Nassau Publik: 1 900 Domare: Ago Kaertmann (Estland) |
| 20:00 UTC−4 | 20:00 UTC−4   |                                                   |         |                               | Nassau Publik: 1 900 Domare: Ago Kaertmann (Estland) | Nassau Publik: 1 900 Domare: Ago Kaertmann (Estland) |
| 20:00 UTC−4 | 20:00 UTC−4   |                                                   |         |                               | Nassau Publik: 1 900 Domare: Ago Kaertmann (Estland) | Nassau Publik: 1 900 Domare: Ago Kaertmann (Estland) |

|             | 30 april 2017 | Paraguay                                                                              | 5 – 3   | Portugal                          | Nassau Stadium                                        |                                                       |
| 17:00 UTC−4 | 17:00 UTC−4   | Jesus Rolon 3:43′ Pedro Moran 15:07′, 30:18′ Juan Lopez 26:24′ Carlos Carballo 26:47′ | Rapport | 10:58′, 17:17′ Jordan 33:12′ Alan | Nassau Publik: 1 450 Domare: Said Hachim (Madagaskar) | Nassau Publik: 1 450 Domare: Said Hachim (Madagaskar) |
| 17:00 UTC−4 | 17:00 UTC−4   |                                                                                       |         |                                   | Nassau Publik: 1 450 Domare: Said Hachim (Madagaskar) | Nassau Publik: 1 450 Domare: Said Hachim (Madagaskar) |
| 17:00 UTC−4 | 17:00 UTC−4   |                                                                                       |         |                                   | Nassau Publik: 1 450 Domare: Said Hachim (Madagaskar) | Nassau Publik: 1 450 Domare: Said Hachim (Madagaskar) |

|             | 30 april 2017 | Panama                             | 0000 2 – 2 (e.fl.)         | Förenade arabemiraten                           | Nassau Stadium                                                          |                                                                         |
| 20:00 UTC−4 | 20:00 UTC−4   | Walid Mohammad 0:55′, 8:11′        | Rapport                    | 1:07′ Pascual Galvez 1:19′ Justo Arrocha        | Nassau Publik: 1 300 Domare: Pablo Marcelo Cadenasso Martinez (Uruguay) | Nassau Publik: 1 300 Domare: Pablo Marcelo Cadenasso Martinez (Uruguay) |
| 20:00 UTC−4 | 20:00 UTC−4   |                                    |                            |                                                 | Nassau Publik: 1 300 Domare: Pablo Marcelo Cadenasso Martinez (Uruguay) | Nassau Publik: 1 300 Domare: Pablo Marcelo Cadenasso Martinez (Uruguay) |
| 20:00 UTC−4 | 20:00 UTC−4   | R. Garcia E. Garcia Watson Bultron | Straffsparksläggning 2 – 3 | Haitham Mohamed A. Beshr Waleed Beshr Ali Karim | Nassau Publik: 1 300 Domare: Pablo Marcelo Cadenasso Martinez (Uruguay) | Nassau Publik: 1 300 Domare: Pablo Marcelo Cadenasso Martinez (Uruguay) |

|             | 2 maj 2017  | Paraguay | 5 – 2   | Panama                                    | Nassau Stadium                                           |                                                          |
| 17:00 UTC−4 | 17:00 UTC−4 | Sergio Villaverde 0:45′ Gustavo Benitez 4:28′ Orlando Zayas 9:44′ Carlos Carballo 24:39′ Pedro Moran 29:03′ | Rapport | 8:31′ Julio Watson 26:31′ Gilberto Rangel | Nassau Publik: 600 Domare: Sofien Benchabane (Frankrike) | Nassau Publik: 600 Domare: Sofien Benchabane (Frankrike) |
| 17:00 UTC−4 | 17:00 UTC−4 | |         |                                           | Nassau Publik: 600 Domare: Sofien Benchabane (Frankrike) | Nassau Publik: 600 Domare: Sofien Benchabane (Frankrike) |
| 17:00 UTC−4 | 17:00 UTC−4 | |         |                                           | Nassau Publik: 600 Domare: Sofien Benchabane (Frankrike) | Nassau Publik: 600 Domare: Sofien Benchabane (Frankrike) |

|             | 2 maj 2017  | Förenade arabemiraten | 00001 – 2 (e.fl.) | Portugal                          | Nassau Stadium                                                             |                                                                            |
| 20:00 UTC−4 | 20:00 UTC−4 | Humaid Jamal 35:08′   | Rapport           | 18:57′ Belchior 36:23′ Bruno Novo | Nassau Publik: 1 700 Domare: Gonzalo Yurandir Carballo Perez (El Salvador) | Nassau Publik: 1 700 Domare: Gonzalo Yurandir Carballo Perez (El Salvador) |
| 20:00 UTC−4 | 20:00 UTC−4 |                       |                   |                                   | Nassau Publik: 1 700 Domare: Gonzalo Yurandir Carballo Perez (El Salvador) | Nassau Publik: 1 700 Domare: Gonzalo Yurandir Carballo Perez (El Salvador) |
| 20:00 UTC−4 | 20:00 UTC−4 |                       |                   |                                   | Nassau Publik: 1 700 Domare: Gonzalo Yurandir Carballo Perez (El Salvador) | Nassau Publik: 1 700 Domare: Gonzalo Yurandir Carballo Perez (El Salvador) |

### Grupp D
| Nr | Lag       | S | V | V+ | VS | F | GM | IM | MS  | P |
| -- | --------- | - | - | -- | -- | - | -- | -- | --- | - |
| 1  | Brasilien | 3 | 3 | 0  | 0  | 0 | 20 | 8  | +12 | 9 |
| 2  | Tahiti    | 3 | 2 | 0  | 0  | 1 | 13 | 11 | +2  | 6 |
| 3  | Japan     | 3 | 1 | 0  | 0  | 2 | 15 | 17 | −2  | 3 |
| 4  | Polen     | 3 | 0 | 0  | 0  | 3 | 12 | 24 | −12 | 0 |

|             | 28 april 2017 | Japan | 9 – 4   | Polen                                                                            | Nassau Stadium                                      |                                                     |
| 15:30 UTC−4 | 15:30 UTC−4   | Takasuke Goto 3:09′, 4:08′, 17:40′, 21:10′, 26:22′ Takaaki Oba 15:15′ (str.) Tomoyuki Iino 21:46′ Shusei Yamauchi 22:36′, 29:13′ | Rapport | 17:35′ Jakub Jesionowski 18:09′, 25:32′ Boguslaw Saganowski 35:15′ Witold Ziober | Nassau Publik: 400 Domare: Mariano Romo (Argentina) | Nassau Publik: 400 Domare: Mariano Romo (Argentina) |
| 15:30 UTC−4 | 15:30 UTC−4   | |         |                                                                                  | Nassau Publik: 400 Domare: Mariano Romo (Argentina) | Nassau Publik: 400 Domare: Mariano Romo (Argentina) |
| 15:30 UTC−4 | 15:30 UTC−4   | |         |                                                                                  | Nassau Publik: 400 Domare: Mariano Romo (Argentina) | Nassau Publik: 400 Domare: Mariano Romo (Argentina) |

|             | 28 april 2017 | Brasilien                                               | 4 – 1   | Tahiti             | Nassau Stadium                                          |                                                         |
| 18:30 UTC−4 | 18:30 UTC−4   | Filipe 4:13′ Bruno Xavier 6:41′ Catarino 12:49′, 28:45′ | Rapport | 2:37′ Patrick Tepa | Nassau Publik: 2 000 Domare: Gionni Matticoli (Italien) | Nassau Publik: 2 000 Domare: Gionni Matticoli (Italien) |
| 18:30 UTC−4 | 18:30 UTC−4   |                                                         |         |                    | Nassau Publik: 2 000 Domare: Gionni Matticoli (Italien) | Nassau Publik: 2 000 Domare: Gionni Matticoli (Italien) |
| 18:30 UTC−4 | 18:30 UTC−4   |                                                         |         |                    | Nassau Publik: 2 000 Domare: Gionni Matticoli (Italien) | Nassau Publik: 2 000 Domare: Gionni Matticoli (Italien) |

|             | 30 april 2017 | Tahiti                                                                                      | 4 – 3   | Japan                                 | Nassau Stadium                                             |                                                            |
| 15:30 UTC−4 | 15:30 UTC−4   | Tearii Labaste 3:42′ Heiarii Tavanae 25:36′ Patrick Tepa 27:58′ Raimana Li Fung Kuee 34:45′ | Rapport | 25:34′, 30:42′, 33:47′ Takuya Akaguma | Nassau Publik: 1 500 Domare: Eduards Borisevics (Lettland) | Nassau Publik: 1 500 Domare: Eduards Borisevics (Lettland) |
| 15:30 UTC−4 | 15:30 UTC−4   |                                                                                             |         |                                       | Nassau Publik: 1 500 Domare: Eduards Borisevics (Lettland) | Nassau Publik: 1 500 Domare: Eduards Borisevics (Lettland) |
| 15:30 UTC−4 | 15:30 UTC−4   |                                                                                             |         |                                       | Nassau Publik: 1 500 Domare: Eduards Borisevics (Lettland) | Nassau Publik: 1 500 Domare: Eduards Borisevics (Lettland) |

|             | 30 april 2017 | Polen                                                                     | 4 – 7   | Brasilien                                                                                        | Nassau Stadium                                              |                                                             |
| 18:30 UTC−4 | 18:30 UTC−4   | Jakub Jesionowski 2:22′, 34:00′ Boguslaw Saganowski 31:46′, 35:42′ (str.) | Rapport | 5:08′ Lucao 19:55′, 30:05′ Catarino 23:57′, 33:52′ Rodrigo 25:55′ Fernando Ddi 33:54′ Mauricinho | Nassau Publik: 2 500 Domare: Bakhtiyor Namazov (Uzbekistan) | Nassau Publik: 2 500 Domare: Bakhtiyor Namazov (Uzbekistan) |
| 18:30 UTC−4 | 18:30 UTC−4   |                                                                           |         |                                                                                                  | Nassau Publik: 2 500 Domare: Bakhtiyor Namazov (Uzbekistan) | Nassau Publik: 2 500 Domare: Bakhtiyor Namazov (Uzbekistan) |
| 18:30 UTC−4 | 18:30 UTC−4   |                                                                           |         |                                                                                                  | Nassau Publik: 2 500 Domare: Bakhtiyor Namazov (Uzbekistan) | Nassau Publik: 2 500 Domare: Bakhtiyor Namazov (Uzbekistan) |

|             | 2 maj 2017  | Tahiti | 8 – 4   | Polen | Nassau Stadium                                                  |                                                                 |
| 15:30 UTC−4 | 15:30 UTC−4 | Raimana Li Fung Kuee 1:22′, 35:40′ Helarii Tavanae 3:56′, 33:41′ Patrick Tepa 6:54′ Angelo Tchen 11:03′ Naea Bennett 12:01′, 17:52′ | Rapport | 21:48′ Tomasz Lenart 26:52′ (str.) Konrad Kubiak 30:17′ (sjm.) Raimoana Bennett 33:36′ Jakub Jesionwoski | Nassau Publik: 500 Domare: Jorge Luis Martínez Pavón (Paraguay) | Nassau Publik: 500 Domare: Jorge Luis Martínez Pavón (Paraguay) |
| 15:30 UTC−4 | 15:30 UTC−4 | |         | | Nassau Publik: 500 Domare: Jorge Luis Martínez Pavón (Paraguay) | Nassau Publik: 500 Domare: Jorge Luis Martínez Pavón (Paraguay) |
| 15:30 UTC−4 | 15:30 UTC−4 | |         | | Nassau Publik: 500 Domare: Jorge Luis Martínez Pavón (Paraguay) | Nassau Publik: 500 Domare: Jorge Luis Martínez Pavón (Paraguay) |

|             | 2 maj 2017  | Brasilien | 9 – 3   | Japan                                                       | Nassau Stadium                                       |                                                      |
| 18:30 UTC−4 | 18:30 UTC−4 | Takasuke Goto 4:11′ (sjm.) Rodorigo 5:41′, 16:05′, 22:30′, 27:37′, 35:55′ Mauricinho 19:17′, 34:17′ Catarino 20:35′ | Rapport | 9:32′ Takaai Oba 11:32′ Takasuke Goto 21:07′ (sjm.) Bokinha | Nassau Publik: 2 000 Domare: Jude Amin Utulu (Malta) | Nassau Publik: 2 000 Domare: Jude Amin Utulu (Malta) |
| 18:30 UTC−4 | 18:30 UTC−4 | |         |                                                             | Nassau Publik: 2 000 Domare: Jude Amin Utulu (Malta) | Nassau Publik: 2 000 Domare: Jude Amin Utulu (Malta) |
| 18:30 UTC−4 | 18:30 UTC−4 | |         |                                                             | Nassau Publik: 2 000 Domare: Jude Amin Utulu (Malta) | Nassau Publik: 2 000 Domare: Jude Amin Utulu (Malta) |

## Slutspel

### Slutspelsträd
|  | Kvartsfinaler | Kvartsfinaler |         |       | Semifinaler | Semifinaler |  |  | Final | Final |
|  |               |               |         |       |             |             |  |  |       |       |
|  |               |               |         |       |             |             |  |  |       |       |
|  |               |               |         |       |             |             |  |  |       |       |
|  | Schweiz       | 3             |         |       |             |             |  |  |       |       |
|  | Schweiz       | 3             |         |       |             |             |  |  |       |       |
|  | Iran (e.f.)   | 4             |         |       |             |             |  |  |       |       |
|  | Iran (e.f.)   | 4             | Iran    | 1 (2) |             |             |  |  |       |       |
|  |               |               | Iran    | 1 (2) |             |             |  |  |       |       |
|  |               | Tahiti (str.) | 1 (3)   |       |             |             |  |  |       |       |
|  | Paraguay      | Tahiti (str.) | 1 (3)   | 4     |             |             |  |  |       |       |
|  | Paraguay      |               |         | 4     |             |             |  |  |       |       |
|  | Tahiti        | 6             |         |       |             |             |  |  |       |       |
|  | Tahiti        | 6             | Tahiti  | 0     |             |             |  |  |       |       |
|  |               |               | Tahiti  | 0     |             |             |  |  |       |       |
|  |               | Brasilien     | 6       |       |             |             |  |  |       |       |
|  | Italien       | Brasilien     | 6       | 5     |             |             |  |  |       |       |
|  | Italien       |               |         | 5     |             |             |  |  |       |       |
|  | Senegal       | 1             |         |       |             |             |  |  |       |       |
|  | Senegal       | 1             | Italien | 4     |             |             |  |  |       |       |
|  |               |               | Italien | 4     |             |             |  |  |       |       |
|  |               | Brasilien     | 8       |       | Bronsmatch  | Bronsmatch  |  |  |       |       |
|  | Brasilien     | Brasilien     | 8       | 4     | Bronsmatch  | Bronsmatch  |  |  |       |       |
|  | Brasilien     |               |         | 4     |             |             |  |  |       |       |
|  | Portugal      | 3             |         |       |             |             |  |  |       |       |
|  | Portugal      | 3             | Iran    | 5     |             |             |  |  |       |       |
|  |               |               |         |       |             |             |  |  |       |       |
|  | Italien       | 3             |         |       |             |             |  |  |       |       |
|  | Italien       | 3             |         |       |             |             |  |  |       |       |

### Kvartsfinaler
|             | 4 maj 2017  | Paraguay                                                              | 4 – 6   | Tahiti | Nassau Stadium                                            |                                                           |
| 15:30 UTC−4 | 15:30 UTC−4 | Ivan Fernandez 14:04′ Pedro Moran 17:12′, 23:31′ Orlando Zayas 36:00′ | Rapport | 8:51′ Jonathan Torohia 11:27′ Naea Bennett 18:23′ Heimanu Taiarui 28:14′ Tearii Labaste 35:47′ Helarri Tavanae 36:00′ Patric Tepa | Nassau Publik: 700 Domare: Laurynas Arzuolaitis (Litauen) | Nassau Publik: 700 Domare: Laurynas Arzuolaitis (Litauen) |
| 15:30 UTC−4 | 15:30 UTC−4 |                                                                       |         | | Nassau Publik: 700 Domare: Laurynas Arzuolaitis (Litauen) | Nassau Publik: 700 Domare: Laurynas Arzuolaitis (Litauen) |
| 15:30 UTC−4 | 15:30 UTC−4 |                                                                       |         | | Nassau Publik: 700 Domare: Laurynas Arzuolaitis (Litauen) | Nassau Publik: 700 Domare: Laurynas Arzuolaitis (Litauen) |

|             | 4 maj 2017  | Brasilien                                                   | 4 – 3   | Portugal                           | Nassau Stadium                                              |                                                             |
| 17:00 UTC−4 | 17:00 UTC−4 | Catarino 0:!2′ Datinha 18:49′ (str.), 20:20′ Rodrigo 33:26′ | Rapport | 0:02′ Torres 11:43′, 29:11′ Jordan | Nassau Publik: 1 750 Domare: Bakhtiyor Namazov (Uzbekistan) | Nassau Publik: 1 750 Domare: Bakhtiyor Namazov (Uzbekistan) |
| 17:00 UTC−4 | 17:00 UTC−4 |                                                             |         |                                    | Nassau Publik: 1 750 Domare: Bakhtiyor Namazov (Uzbekistan) | Nassau Publik: 1 750 Domare: Bakhtiyor Namazov (Uzbekistan) |
| 17:00 UTC−4 | 17:00 UTC−4 |                                                             |         |                                    | Nassau Publik: 1 750 Domare: Bakhtiyor Namazov (Uzbekistan) | Nassau Publik: 1 750 Domare: Bakhtiyor Namazov (Uzbekistan) |

|             | 4 maj 2017  | Schweiz                                           | 0000 3 – 4 (e.fl.) | Iran                                                                        | Nassau Stadium                                          |                                                         |
| 18:30 UTC−4 | 18:30 UTC−4 | Dejan Stankovic 16:22′ Glenn Hodel 17:50′, 22:05′ | Rapport            | 3:54′, 13:57′ Mohammad Ahmadzadeh 35:03′ Ali Nazem 38:09′ Mohammad Mokhtari | Nassau Publik: 2 500 Domare: Gionni Matticoli (Italien) | Nassau Publik: 2 500 Domare: Gionni Matticoli (Italien) |
| 18:30 UTC−4 | 18:30 UTC−4 |                                                   |                    |                                                                             | Nassau Publik: 2 500 Domare: Gionni Matticoli (Italien) | Nassau Publik: 2 500 Domare: Gionni Matticoli (Italien) |
| 18:30 UTC−4 | 18:30 UTC−4 |                                                   |                    |                                                                             | Nassau Publik: 2 500 Domare: Gionni Matticoli (Italien) | Nassau Publik: 2 500 Domare: Gionni Matticoli (Italien) |

|             | 4 maj 2017  | Italien                                                                                           | 5 – 1   | Senegal                      | Nassau Stadium                                        |                                                       |
| 20:00 UTC−4 | 20:00 UTC−4 | Gabriele Gori 1:11′ (str.), 22:40′, 26:01′ (str.) Matteo Marrucci 21:35′ Alessio Frainetti 24:57′ | Rapport | 33:04′ (str.) Ibrahima Balde | Nassau Publik: 2 500 Domare: Mariano Romo (Argentina) | Nassau Publik: 2 500 Domare: Mariano Romo (Argentina) |
| 20:00 UTC−4 | 20:00 UTC−4 |                                                                                                   |         |                              | Nassau Publik: 2 500 Domare: Mariano Romo (Argentina) | Nassau Publik: 2 500 Domare: Mariano Romo (Argentina) |
| 20:00 UTC−4 | 20:00 UTC−4 |                                                                                                   |         |                              | Nassau Publik: 2 500 Domare: Mariano Romo (Argentina) | Nassau Publik: 2 500 Domare: Mariano Romo (Argentina) |

### Semifinaler
|             | 6 maj 2017  | Iran                                                                               | 0000 1 – 1 (e.fl.)         | Tahiti                                                                    | Nassau Stadium                                             |                                                            |
| 15:00 UTC−4 | 15:00 UTC−4 | Ali Nazem 18:04′                                                                   | Rapport                    | 31:31′ Patrick Tepa                                                       | Nassau Publik: 1 800 Domare: Eduards Borisevics (Lettland) | Nassau Publik: 1 800 Domare: Eduards Borisevics (Lettland) |
| 15:00 UTC−4 | 15:00 UTC−4 |                                                                                    |                            |                                                                           | Nassau Publik: 1 800 Domare: Eduards Borisevics (Lettland) | Nassau Publik: 1 800 Domare: Eduards Borisevics (Lettland) |
| 15:00 UTC−4 | 15:00 UTC−4 | Ali Nazem Amir Akbari Mohammad Mokhtari H. Behzadpour M. Kiani Mohammad Ahmadzadeh | Straffsparksläggning 2 – 3 | Patrick Tepa Raimana Li Fung Kuee Tearii Labaste Teriitau Naea Bennett Mo | Nassau Publik: 1 800 Domare: Eduards Borisevics (Lettland) | Nassau Publik: 1 800 Domare: Eduards Borisevics (Lettland) |

### Final
|             | 7 maj 2017  | Tahiti | 0 – 6   | Brasilien                                                                    | Nassau Stadium                                              |                                                             |
| 16:30 UTC−4 | 16:30 UTC−4 |        | Rapport | 0:14′, 17:40′ Mauricinho 6:03′ Datinha 29:46′ Catarino 31:48′, 33:00′ Daniel | Nassau Publik: 3 500 Domare: Bakhtiyor Namazov (Uzbekistan) | Nassau Publik: 3 500 Domare: Bakhtiyor Namazov (Uzbekistan) |
| 16:30 UTC−4 | 16:30 UTC−4 |        |         |                                                                              | Nassau Publik: 3 500 Domare: Bakhtiyor Namazov (Uzbekistan) | Nassau Publik: 3 500 Domare: Bakhtiyor Namazov (Uzbekistan) |
| 16:30 UTC−4 | 16:30 UTC−4 |        |         |                                                                              | Nassau Publik: 3 500 Domare: Bakhtiyor Namazov (Uzbekistan) | Nassau Publik: 3 500 Domare: Bakhtiyor Namazov (Uzbekistan) |